# Ramsés (hijo de Ramsés II)
Ramsés fue un antiguo príncipe egipcio, hijo mayor del faraón Ramsés II y la reina Isis-Nefert

## Familia
Ramsés era el hijo mayor de Ramsés II y la reina Isis-Nefert. Tenía por lo menos dos hermanas y dos hermanos. Su hermana Bintanat fue elevada a la posición de Gran Esposa Real más tarde en el reinado de Ramsés II y jugó un papel importante en la corte. Una hermana llamada Isis-Nefret, después de su madre, pudo haber sido casada con su hermano Merenptah, y haberse convertido en su reina. Ramsés también tenía dos hermanos cuyos nombres se conocen: Jaemuaset y Merenptah, y los tres aparecen representados en varios monumentos. Ramsés aparece como en el segundo lugar en la lista de procesión de los hijos del faraón.

## Vida

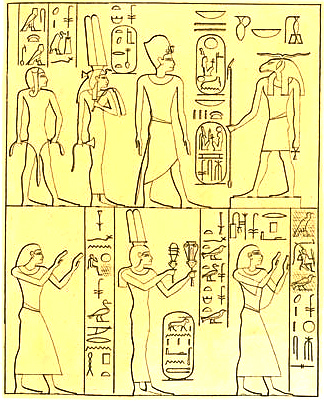
Estela de Asúan. Parte superior: Ramsés II, Isis-Nefert y Jaemuaset ante Jnum. Parte inferior: Merneptah, Bintanat y Ramsés.

Ramsés nació durante el reinado de su abuelo Seti I. Fue el segundo hijo de Ramsés II, después de Amenherjepeshef (hijo de la reina Nefertari).
| N5 · Z1 | ms | s | s | A51 |

| N5 · Z1 | ms | s | s | A51 |

La figura de Ramsés se atestigua en numerosas inscripciones, incluyendo escenas triunfales de Egipto después de la Batalla de Qadesh. Ramsés lleva los títulos de "Escriba Real", "Generalísimo" e "Hijo del Rey de su cuerpo"; y es mostrado en la presentación de "guerreros Maryannu de la despreciable Naharina" a los dioses como botín de guerra. En las escenas del sitio de Qode, en Luxor, se ve a los príncipes Amenherjepeshef, Ramsés, Pareherwenemef y Jaemuaset llevando a los principales prisioneros ante su padre, el faraón.
Ramsés se muestra como uno de los dos príncipes representados en los colosos de Ramsés II frente al Gran Templo de Abu Simbel. Él aparece en la parte frontal del coloso del norte de la entrada.
Ramsés fue el heredero al trono de Egipto desde alrededor del año 25 al año 50 del reinado de su padre. Sucedió a su medio hermano Amenherjepeshef como heredero al trono después de su muerte.

## Muerte y entierro
Murió alrededor del año 50 de Ramsés II, fue enterrado en la tumba KV5 en el Valle de los Reyes. Su hermano Jaemuaset le sucedió como príncipe heredero de Egipto. Jaemuaset era el cuarto hijo varón de Ramsés II, el tercero Pareherwenemef, había muerto antes.